# Sigrid Hallgren
Sigrid Hallgren, född 21 november 1872 i Jönköping, död 19 augusti 1939 i Stockholm, var en svensk målare.
Hon var dotter till disponenten vid Jönköpings tändsticksfabrik August Hallgren och konstnären Wilhelmina Christina Lundberg samt syster till Anna och Ida Elisabeth Hallgren. Efter avslutad skolgång vid Jönköpings flickläroverk studerade hon konst i Sverige och utlandet. Tillsammans med sin syster Anna drev hon den väl ansedda Anna Bergmans målarskola på Humlegårdsgatan i Stockholm. Hennes konst består av blomsterstilleben och landskapsmålningar i akvarell samt miniatyrporträtt och porslinsmålning. Sigrid Hallgren är begraven på Slottskyrkogården i Jönköping. 